# Gymnacranthera farquhariana
Gymnacranthera farquhariana là một loài thực vật có hoa trong họ Myristicaceae. Loài này được (Hook.f. & Thomson) Warb. mô tả khoa học đầu tiên năm 1897.